# Étienne Laspeyres
Ernst Louis Étienne Laspeyres (Halle, Gießen, 28 de noviembre de 1834 - 4 de agosto de 1913) fue un economista, administrador público y estadístico alemán.
Estudio Leyes  y "Cameralismo" (Finanzas Públicas). Obtuvo el doctorado en la Universidad de Heidelberg en 1857. Fue profesor de economía y estadística cameralismo en Basilea, Riga, Dorpat (hoy Tartu), Karlsruhe, y finalmente en Gießen. Laspeyres fue el descendiente de una familia de origen gascón que se había establecido en Berlín en el siglo XVII.
Laspeyres es conocido sobre todo por el desarrollo en 1871 de la fórmula y el método para determinar el índice de precios, que se utiliza para el cálculo de la tasa de inflación. Este cálculo se conoce hoy como el índice de Laspeyres. Además, Laspeyres se puede contar como uno de los padres de la administración de empresas, como disciplina académica profesional en Alemania, y como uno de los principales unificadores de la economía y la estadística. Se caracterizó por "ideas en desarrollo que son ahora realidad a nivel nacional e internacional: la cuantificación y operacionalización de la economía; expansión de las estadísticas oficiales; la cooperación de las estadísticas oficiales y los estudios económicos; y la integración del economista y estadístico en una sola persona".
En economía, Laspeyres era hasta cierto punto un representante de la Escuela Histórica y claramente, un defensor de la Política Social del Estado ("Kathedersozialismus").
El apellido Laspeyres es de origen gascón; sus antepasados eran hugonotes que se establecieron en Berlín en el siglo XVII.  La forma en que pronunció su apellido es incierta, pero es probable que sea "Las-pay-ress".